# Lotul de gimnastică artistică feminină al României la Olimpiada de vară, 2008
Lotul olimpic de gimnastică feminină al României la Olimpiada de vară, Beijing 2008 a fost compus din următoarele gimnaste și antrenori.

## Gimnaste

### Echipa de bază
- Steliana Nistor
- Sandra Izbașa
- Alina Stănculescu
- Loredana Sucar
- Roxana Stan
- Danela Druncea
- Elena Chiric
- Floarea Leonida

### Senioare din anul 2007
- Aluissa Lăcusteanu
- Andreea Grigore
- Andra Stănescu
- Mădălina Guțu
- Ana Maria Tămârjan
- Adriana Tămârjan

### Senioare 2008
- Cerasela Pătrașcu
- Alexandra Ghiță
- Andreea Acatrinei
- Gabriela Drăgoi

## Antrenori
- Nicolae Forminte - antrenor principal
- Liliana Cosma
- Cătălin Daniel Meran
- Marius Răzvan Vintilă
- Lucian Sandu
- Raluca Bugner